# Bushovi

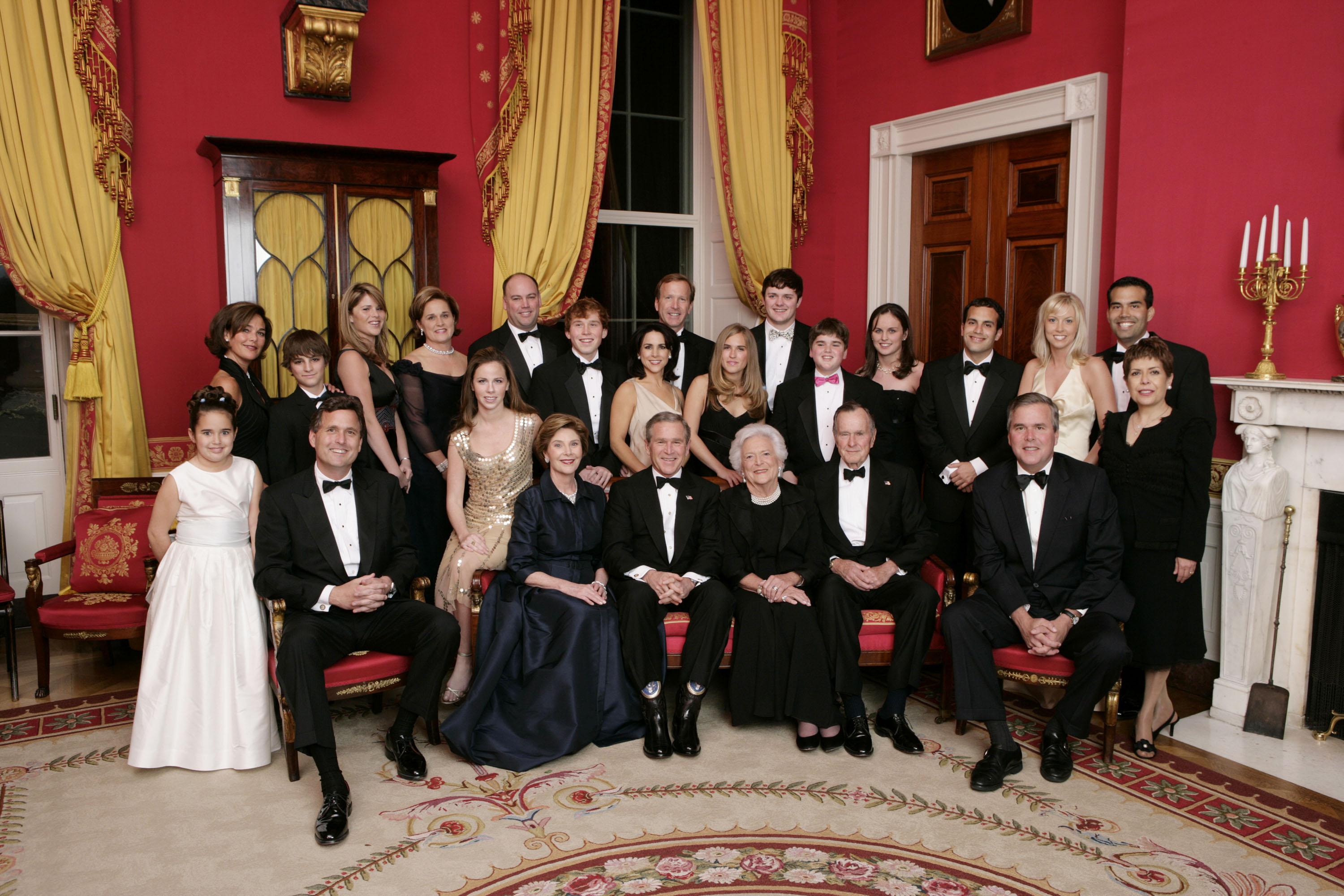
Bushova rodina v Bílém domě (2005)

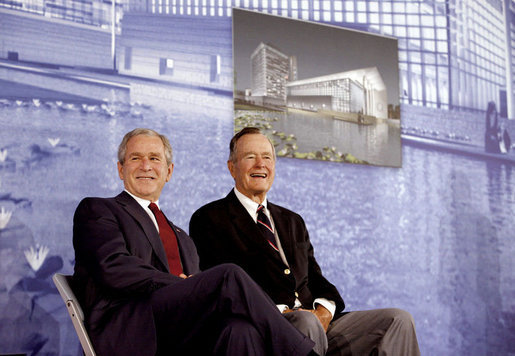
Otec George H. W. Bush a syn George W. Bush v Pekingu, 2008.

Rodina Bushových je úspěšná a vlivná americká rodina mnoha významných osobností, které sehrály svou roli v amerických dějinách.
Za nejstaršího nositele rodového jména je považován Richard Bush (1676–1732), který žil v Bristolu (tehdy Plymouth Colony, nyní Rhode Island) v druhé generaci osadníků z Evropy.
Ve 20. století se rodina Bushů stala jednou z nejdůležitějších rodin co do vlivu na politiku ve Spojených státech amerických. 
V lednu 2005 britský tydeník The Economist označil rodinu Bushových za nejúspěšnější politickou dynastii v amerických dějinách. Ve svých řadách měla napříč třemi generacemi obchodníky, bankéře, dva americké senátory, jednoho člena Nejvyššího soudu, dva guvernéry, jednoho viceprezidenta a dva prezidenty USA. George Herbert Walker Bush a Barbara Bushová byli manželé 73 let, což představuje rekord v délce trvání takového svazku u amerických prvních párů.
Druhá významná rodová větev rodiny Bushových je větev Walkerů. Ta sahá do éry koloniální Ameriky – minimálně do druhé poloviny 18. století. Má ale i stinné stránky jako například dovoz otroků z Afriky (Thomas Beau Walker) nebo obchodování s nacisty (George Herbert Walker).

## Rodokmen
- Samuel P. Bush (1863–1948), blízký poradce prezidenta Herberta Hoovera, předseda americké Národní asociace výrobců.
  - Prescott Bush (1895–1972), syn Samuela P. Bushe, působil jako americký senátor za stát Connecticut.
    - Prescott Bush, Jr. (1922–2010), nejstarší syn Prescotta Bushe, pracoval jako předseda Americko-čínské obchodní komory.
    - George H. W. Bush (1924–2018), druhý syn Prescotta Bushe staršího, byl 41. prezidentem USA, 40. viceprezidentem USA, a kongresmanem z Houstonu, velvyslancem v OSN, vedoucím mise USA v Číně (v neoficiální pozici velvyslance) a ředitelem CIA.
      - George W. Bush (* 1946), nejstarší syn George H. W. Bushe, 43. prezident USA a 46. guvernér státu Texas.
        - Barbara Pierce a Jenna Welch (* 1981).

      - John Ellis "Jeb" Bush (* 1953), druhý syn George H. W. Bushe, 43. guvernér státu Florida.
        - George P. Bush (* 1975), syn Jeba Bushe. Často je považován za dalšího kandidáta na prezidentský úřad.[zdroj?]
          - John William Bush (* 2015), syn George P. Bushe

      - Neil Bush (* 1955), třetí syn George H. W. Bushe.
        - Lauren Bushová (* 1984), modelka pracující pro módního návrháře Tommyho Hilfigera.

      - Marvin P. Bush (* 1956), od 90. let ve vedení kuvajtsko-americké bezpečnostní společnosti Stratesec/Securacom, starající se např. o United Airlines, Dulles International Airport nebo Světové obchodní středisko.
      - Dorothy Bushová (* 1959)

    - Nancy Walker Bush Ellis (1926–2021)
      - John Prescott Ellis, konzultant působící v oblasti médií. Pracoval i pro stanici Fox News v době prezidentských voleb v roce 2000.

    - Jonathan Bush
      - Billy Bush